# Kulm (Dakota Północna)
Kulm – miasto w Stanach Zjednoczonych, w stanie Dakota Północna, w hrabstwie LaMoure.